# 議定官
議定官（ぎじょうかん）は、内閣の賞勲局に設けられた賞勲会議を組織する官職。
勲位・勲章・年金の授与・剥奪の当否を論じた。

## 任官
皇族または大臣・陸軍大将・海軍大将など、勲一等以上の親任官・勅任官から任じられた（賞勲局官制（明治23年勅令第209号））。

## 定員
定員は15名。

## 賞勲会議規程
1893年（明治26年）の賞勲局官制の改正により、議定官に関する規定は同官制から削られ、新たに賞勲会議規程（明治26年勅令第117号）が制定された。
賞勲会議規程では議定官の資格を『勅任官ニシテ勲一等以上』とし、この他に皇族が議定官に補される事もあると定められた。

## 議定官に補された者の例
- 山縣有朋
- 伊藤博文
- 大山巌
- 西郷従道
- 山田顕義
- 榎本武揚
- 九鬼隆一
- 平沼騏一郎
- 東郷平八郎
- 清浦奎吾
- 近衛文麿
- 黒田長成
- 永野修身
- 伏見宮博恭王

など。